# Liste der Naturdenkmale in Lauschied
Die Liste der Naturdenkmale in Lauschied nennt die im Gemeindegebiet von Lauschied ausgewiesenen Naturdenkmale (Stand 7. März 2024).

## Naturdenkmale
| Nr.         | Bezeichnung             | Lage                                           | Beschreibung     | Bild                                    |
| ----------- | ----------------------- | ---------------------------------------------- | ---------------- | --------------------------------------- |
| ND-7133-434 | Stark verzweigte Kiefer | nördlich des Ortes; Abteilung Kratzenwald Lage | Pinus sylvestris | Direkt Bild zu diesem Denkmal hochladen |